# Bolitoglossa riletti
Bolitoglossa riletti é uma espécie de anfíbio caudado pertencente à família Plethodontidae, sub-família Plethodontinae.